# استان مدیو کامپیدانو
استان مدیو کامپیدانو (به ایتالیایی: Province di Medio Campidano) استانی در غرب کشور ایتالیا است. مدیو کامپیدانو در منطقهٔ ساردنی قرار دارد و مرکز آن شهر سنلوری است. مساحت این استان ۱٬۵۱۶ کیلومترمربع و جمعیت آن طبق سرشماری سال ۲۰۱۱ میلادی، تقریباً ۱۰۱٬۳۹۶ نفر بوده‌است.